# Pehta
Pehta je slovenski literarni lik in junak, ki ga je leta 1922 ustvaril Josip Vandot, ko se prvič pojavi v planinski pripovedki Kekec na volčji sledi, objavljeni v mladinskem listu Zvonček (letnik23#1).
Nastopa tudi v pravljicah Kekčeve zgodbe, Kekec in botra Pehta ter Kekec in Pehta. 